# Масан
Маса́н (кор. 마산시?, 馬山市?, Masan-si) — до 2010 года являлся городом в провинции Кёнсан-Намдо, Южная Корея, морским портом. 1 июля 2010 года город был присоединён к соседнему Чханвону, став одним из его районов (ку).

## История
История Масана берёт отсчёт с 757 года, когда во время королевства Силла на территории современного города был образован округ (хён) Хаппо. В 1282, во время династии Корё, он сменил название на Ховон. В 1899 году здесь начал работу морской порт. 17 марта 1900 года было подписано соглашение об аренде Россией участка земли в порту Мозампо на правах концессии. Там были размещены консульство, гостиница, угольные склады, однако уже в 1903 году под давлением Англии и Японии присутствие было свёрнуто. В 1905 году в порту базировались главные силы Японского флота, участвовавшие в Цусимском сражении. В 1914 году Масан получил своё современное название и статус бу. Статус города (си) был получен в 1949 году.
В 2010 году город был присоединён к Чханвону.

## Экономика
Масан был крупным морским портом, заложенным в конце XIX века. Кроме того, здесь было развито тяжёлое машиностроение и металлургическая промышленность.

## География
Масан располагался в южной части Корейского полуострова на берегу Корейского пролива. На севере и востоке он граничил с Хаманом и Чханвоном, на западе — с Чинджу. Береговая линия проходила по южной границе города.

## Климат
Среднегодовая температура +14,8 °C, средняя температура в январе +2,8 °C, средняя температура в августе +26,6 °C. Годовая норма осадков — 1503,7 мм.

## Административное деление

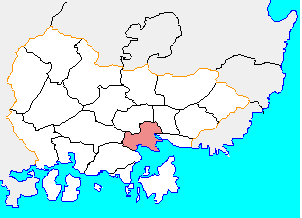

Масан административно делился на 1 ып, 4 мёна и 27 тонов (донов):

## Туризм и достопримечательности
- Древний буддийский монастырь Ыйримса[6].
- Гора Мухаксан, привлекающая любителей горного туризма[6].

## Города-побратимы
Городами-побратимами Масана были:
- Шулань, Китай — с 1997
- Сапопан, Мексика — с 1987
- Джэксонвилл (Флорида), США — с 1983
- Дананг, Вьетнам — с 1987
- Уссурийск, Россия — с 1999
- Химедзи, Япония — с 2000

## Символы
Как и остальные города и уезды Южной Кореи, Масан имеет ряд символов:
- Дерево: гинкго
- Птица: чернохвостая чайка
- Цветок: роза
- Маскот: весёлая чайка Маннамъе (имя происходит от корейского глагола «маннада» — встречаться, знакомиться)